# Les vécés étaient fermés de l'intérieur
Pour plus de détails, voir Fiche technique et Distribution.
Les vécés étaient fermés de l'intérieur est un film français réalisé par Patrice Leconte, sorti en 1976. Il s'agit du premier long métrage du réalisateur. Il s'agit d'une adaptation cinématographique des personnages Bougret et Charolles créés par Gotlib dans la série de bandes dessinées Rubrique-à-brac.

## Synopsis
Le film suit le commissaire Pichard et l'inspecteur Charbonnier qui mènent une enquête de police extravagante sur un crime commis sans mobile apparent. Un poinçonneur d'autobus est retrouvé mort dans ses WC, victime d'un assassinat. Détail surprenant : le verrou était fermé de l'intérieur. S'ensuit une enquête pour le moins loufoque, dans laquelle les deux policiers se lancent sur des pistes improbables, avant que le commissaire Pichard ne parvienne finalement à faire la lumière sur cette affaire.

Principaux rôles
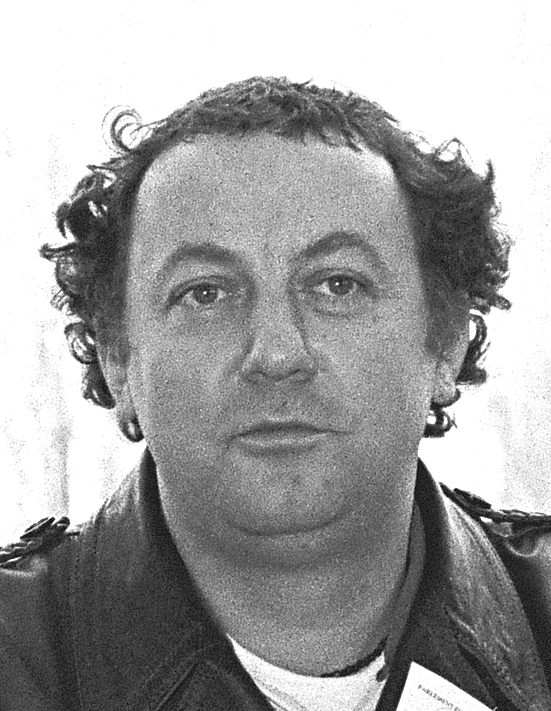
Coluche (inspecteur Charbonnier)
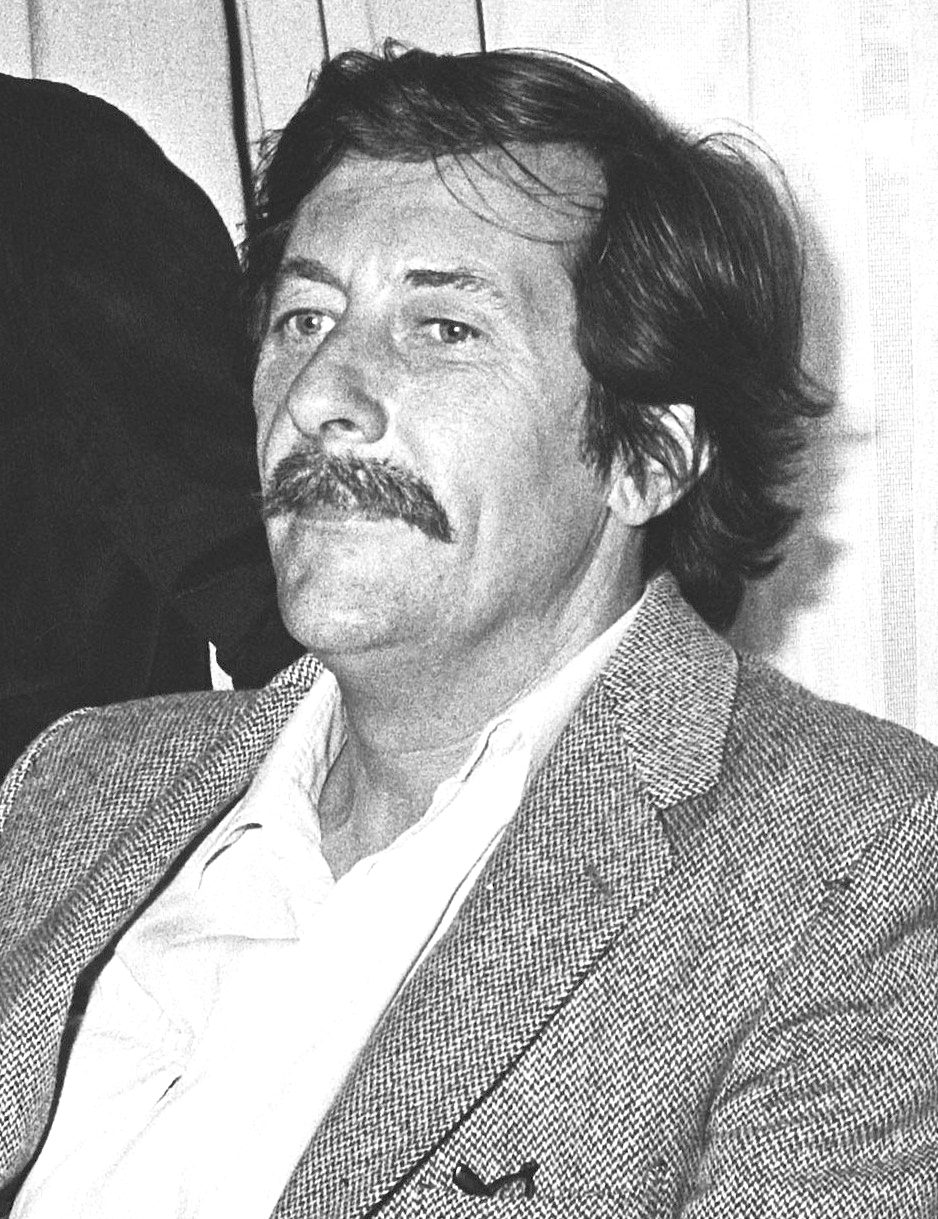
Jean Rochefort (commissaire Pichard)
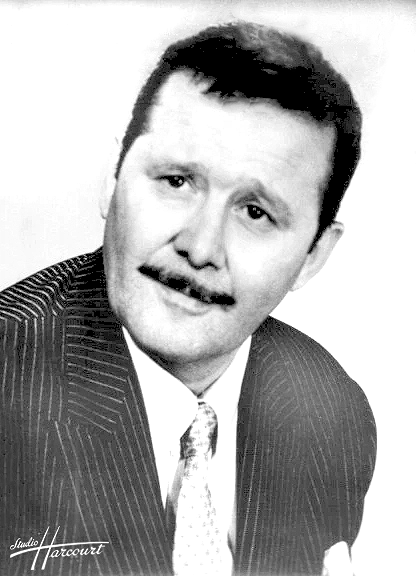
Robert Berri (René)
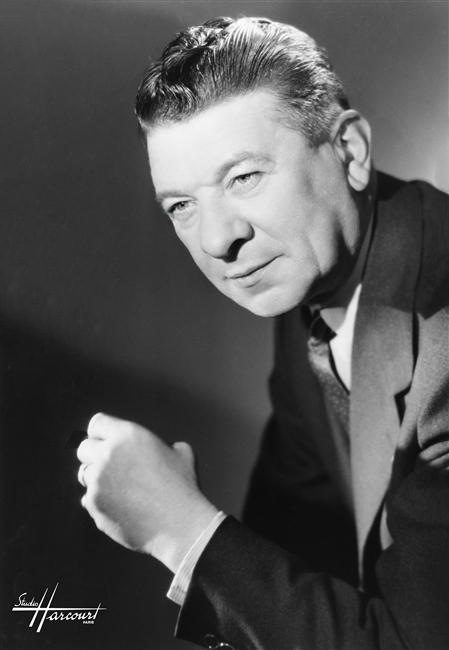
Robert Dalban (l'entraîneur)

## L'histoire en détails
Le film commence par une fausse citation de Félix Bertillon annonçant le ton du film :
« Dans une enquête policière, quand l'assassin est aussi la victime, et que d'autre part le commissaire et l'assassin ne font qu'un la victime devient bien souvent l'assassin du commissaire, victime de la pseudo-victime, et on ne peut pas dire que cela simplifie vraiment les choses. Le mieux, c'est quand l'assassin c'est l'assassin. »
Le récit débute à Paris, un matin, par la sonnerie du réveil de Gaspard Gazul. Celui-ci se lève, petit-déjeune et s'habille, surveillé à la jumelle par un individu inconnu, dans un immeuble voisin. Gaspard Gazul se rend aux lieux d'aisance et s'y enferme avant qu'une détonation ne retentisse. Une fumée blanche sort des cabinets.
La police arrive immédiatement sur les lieux du crime. Deux figures mènent l'enquête : le commissaire Pichard, secondé par le plus jeune inspecteur Charbonnier. Les données du problème apparaissent rapidement : le concierge confirme que les vécés étaient fermés de l'intérieur à son arrivée après l'explosion et que, lorsqu'il a enfoncé leur porte, Gaspard Gazul était bien mort. Un examen rapide apprend aux deux policiers que personne ne pouvait s'introduire dans les commodités si quelqu'un y était enfermé. Au cours de ses recherches, le commissaire Pichard met la main sur un écrou, par terre, devant une fenêtre donnant sur la rue.
Alors que les deux enquêteurs s'apprêtent à sortir de l’immeuble, le concierge leur remet le courrier que la victime venait de recevoir. Ouvrant une enveloppe, Pichard y découvre un carton de stand de tir pour fêtes foraines. Ce dernier est percé de cinq trous en son centre. Au verso, on peut lire « Ah, Ah, Je t'ai eu cette fois ! ». Le commissaire et l'inspecteur, se servant de l'adresse inscrite sur l'enveloppe, décident de rendre visite à l'expéditeur.  
Ainsi, le commissaire Pichard et son second Charbonnier arrivent au 52 rue Gabriel Péri. Ils parviennent à trouver leur suspect : un certain Joseph Ordure, vraisemblablement réparateur de carrousels. Celui-ci présente un solide alibi pour l'heure du crime. Il explique la carte envoyé à Gaspard Gazul par un vieux défi : chacun espérait être le premier à mettre les cinq coups de carabine au centre du carton à la fête foraine. Y étant passé la veille et ayant réussi, Joseph Ordure comptait simplement faire part de cette petite victoire à son ami. Le commissaire Pichard révèle alors l'évènement tragique ayant eu lieu le matin. Attristé, l'ami de la victime évoque ses souvenirs. Gaspard Gazul était poinçonneur dans les autobus à plate-forme de la RATP. Il se le remémore tirant la chaînette de la cloche du bus pour annoncer le départ et oblitérant aussitôt les tickets confiés par les passagers. Les deux hommes se connaissaient depuis les trois années qu'ils avaient passées ensemble dans la marine, vingt-cinq ans plus-tôt. Ils formaient un trio indissoluble avec un troisième homme : Pascal Piazzorossicelli. Intrigués par ce nouveau suspect, les enquêteurs apprennent de Joseph Ordure qu'il vit actuellement à Marseille.
Pichard et Charbonnier descendent au bord de la Méditerranée. Après quelques péripéties, ils rencontrent finalement leur homme en prison, ce qui fournit là encore un alibi. Piazzorossicelli se souvient lui aussi de Gazul. On voit encore une fois l'image de Gaspard, à l'arrière d'un bus, tirant une chaînette puis tournant la manivelle de sa machine à poinçonner. Le prisonnier recommande aux policiers de chercher Dominique Barbocelli, un autre Corse qui connaissait bien la victime et pourrait apporter des renseignements utiles à l'enquête. Après avoir de nouveau arpenté la cité phocéenne, le commissaire Pichard et son bras droit retournent sur leur pas car Barbocelli est lui aussi en prison. Une discussion entre les deux enquêteurs et les deux détenus impliqués fait de nouveau émerger le souvenir de Gazul tirant la chaînette puis tournant la manivelle... La conversation aboutit finalement sur la découverte d'un nouveau suspect. Il s'agit de Mlle Gwendoline Kernadet, une prostituée qui connaissait bien la victime. Elle est retournée à Carnac dans sa Bretagne natale.
C'est finalement sur les falaises d'Étretat que Pichard et son second Charbonnier trouvent la péripatéticienne - celle-ci était « en déplacement ». Il s'ensuit l'interrogatoire le plus rocambolesque de l'enquête. Dans une hystérie générale, Charbonnier et Mlle Kernadet échangent questions et réponses au bord de la falaise, courant en tous sens et tombant par moments par terre sous l’œil désabusé du commissaire. L'ensemble se déroule sous une pluie battante et un orage bruyant qui, commençant et se terminant avec l’interrogatoire, rend inaudible tout ce qui est dit. Au terme de cet échange infructueux, Charbonnier indique à son supérieur qu'il n'a rien entendu avec le tonnerre. Le commissaire lui répond que, de son côté, il n'a saisi qu'un seul mot : « carton à chapeau ».
Cette nouvelle piste ramène les enquêteurs à Paris, dans l'appartement de la victime. Après quelques recherches, ils mettent la main sur une boîte à chapeau qu'ils rapportent au quai des Orfèvre. Celle-ci contient un chapeau tyrolien affublé d'une breloque. Elle représente un gant de boxe et est associée à un club de ce sport. Il semble manquer un deuxième gant au pendentif.
La nuit tombe. Pichard et Charbonnier se rendent alors au club, situé à Daumesnil. Ils font la connaissance de l'entraîneur. Lui évoquant l'affaire, celui-ci indique qu'il avait connu Gaspard en prenant l'autobus. Une fois de plus on revoit le souvenir de la victime tirant la chaînette et actionnant aussitôt sa boîte poinçonneuse. Les policiers posent ensuite des questions aux différents boxeurs du club. Tous reconnaissent Gaspard Gazul sur les photographies le représentant, et assure que c'était un habitué du lieu. Toutefois, un seul sportif dit ne pas connaître la victime. Il se prénomme Angelo et se serait inscrit récemment. Toutefois, il porte autour du cou un petit gant de boxe identique à celui de la breloque du chapeau.
Le commissaire et son inspecteur ressortent du club et attendent le nouveau suspect pour le prendre en filature. Après environ vingt kilomètres de route, la voiture du boxeur s'arrête dans une imposante demeure des alentours de Paris, avant de repartir. Pichard demande alors à Charbonnier de rester surveiller les agissements dans la propriété tandis que lui-même poursuivra la filature de la voiture.
Le commissaire finit par arriver à une clinique psychiatrique, tenue par un certain docteur Buffard. S'y introduisant discrètement, il trouve sur le sol d'un des couloirs un ticket de bus de la RATP. Il aperçoit ensuite deux infirmiers amenant un malade dans une salle pour y recevoir un traitement. Alors que le patient est raccompagné dans sa chambre, Pichard suit les infirmiers. Observant le déséquilibré, il le prend pour Gazul tant il ressemble à la victime ! Une fois les infirmiers partis, le commissaire rentre dans la pièce et commence à poser ses questions. Cependant, le malade tient des propos incohérents et commence une crise de folie. Le policier se cache sous le lit pendant que les infirmiers reviennent chercher le sosie, alertés par le bruit. Pichard parvient alors à observer le traitement réservé au dément : une boîte poinçonneuse de la RATP est installée sur son ventre et on lui remet de tickets afin qu'il les oblitère. Le fait de tourner la manivelle de la machine semble le calmer. Tout cela se passe sous l’œil d'un psychiatre, qui était à bord de la voiture filée par Pichard. Le téléphone sonne et le docteur décroche. Il semble être demandé pour un rendez-vous mystérieux qui ne peut être reporté. Le médecin dit qu'il arrive et raccroche. Il demande à ses infirmiers de ramener le patient. C'est alors que Pichard se fait remarquer. Le psychiatre lance ses hommes à ses trousses, le voulant « vivant ». Le commissaire parvient à échapper à ses poursuivants et arrive à interroger le malade. Il apparaît rapidement que Pichard s'entretient avec un frère jumeau de Gaspard Gazul, interné depuis quinze ans. Il aurait bien voulu travailler dans un autobus comme son frère, mais n'y est jamais parvenu. Il se met alors à exprimer des propos incohérents et s'enfuit à travers les couloirs de la clinique. Désabusé, le commissaire part à son tour rejoindre Charbonnier.
Le psychiatre est retourné à la demeure où il s'était arrêté plus tôt. Pichard rejoint son subordonné caché dans les buissons de la propriété. On apprend qu'il ne s'est rien passé de particulier, si ce n'est quelques évènements sans réelle importance comme un homme envoyant un pigeon voyageur, une personne tombant du toit qu'elle escaladait ou encore un unijambiste arbitrant un pugilat (fait moins commun que les autres d'après l'inspecteur)... Le commissaire Pichard décide de se rendre avec l'inspecteur Charbonnier dans la demeure. La scène qu'ils observent est étrange. Dans un salon richement meublé où on entend de la musique classique, se trouve assis l'un à côté de l'autre, derrière un bureau, une femme en tenue de soirée et Angelo en peignoir de boxe. L'ensemble est plongé dans une lumière tamisée. On peut observer dans l'ameublement la plateforme d'un autobus, la partie même de ces véhicules où travaillait Gaspard Gazul de son vivant.  Ce dernier détail rappellera à l'esprit du commissaire Pichard l'image de la victime sonnant puis oblitérant. Le psychiatre fait son entrée ; on apprend que la dame est sa mère. Celle-ci lui demande une mystérieuse faveur à laquelle le fils choisit d'accéder. Le téléphone sonne ; le prénommé Joseph ne pourra pas être présent à l'évènement que les personnages semblent préparer. Le fils et sa mère sortent de la maison sans le boxeur, suivis par tout le personnel.
Tous prennent la route. Filés par Pichard et Charbonnier, le cortège finit par arriver à un village. On est au milieu de la nuit. Les différents occupants de la propriété prennent place sur un carrousel illuminé. Celui-ci se met à tourner en jouant la Marseillaise. Estimant qu'il n'y a rien de plus à découvrir pour l'instant, le commissaire et l'inspecteur décident de rentrer se coucher et de revenir sur les lieux le lendemain.
Au petit matin, en arrivant au carrousel, ils retrouvent Joseph Ordure, l'ami qui avait envoyé une cible criblée à la victime le jour de son assassinat. Celui-ci n'a rien de plus à ajouter depuis leur dernière rencontre. Déconfits, les deux policiers retournent à leur bureaux du quai des Orfèvres. Assis, le commissaire Pichard réfléchit à la situation alors que son bras droit lui débite ses hypothèses plus ou moins absurdes et ses incompréhensions. C'est à ce moment que, fouillant dans sa poche, le supérieur de Charbonnier retrouve dans sa poche le ticket de bus qu'il avait ramassé à la clinique psychiatrique. L'observant, il finit par partir seul à la RATP.
Déambulant au milieu des autobus rangés dans leur hangar, il arrive à hauteur du bureau d'embauche, devant lequel se tient une file d'attente. Il entend alors quelqu'un annonçant que les embauches sont finies, ce qui a pour effet de dissiper la foule. En sortant, Pichard appelle Charbonnier et lui demande de réunir tous les chômeurs de la RATP pour l'après-midi.
Le commissaire et l'inspecteur entrent dans un entrepôt. Les différents chômeurs s'y trouvent, debout. On entend un couinement régulier de pièces métalliques mal huilées. Parcourant l'endroit, Pichard finit par s'arrêter devant un homme qui se balance de gauche à droite et de qui provient le grincement. C'est le sosie de la victime. Le commissaire fait arrêter le ballotement de l'homme, examine la jambe gauche de l'intéressé et, soudain, l'arrête pour le meurtre de Gaspard Gazul.
Dans les bureaux de la police judiciaire, le suspect passe aux aveux. Contrairement à ce que Pichard pensait, l'homme qui se tient en face de lui n'est pas le jumeau dément qu'il avait rencontré dans la clinique psychiatrique. À la vérité, les frères Gazul sont des triplés ! Le coupable n'est nul autre que Melchior, le dernier membre de la fratrie. Gaspard était le plus talentueux ; il était parvenu à devenir poinçonneur dans un autobus. Son succès avait rendu malade ses deux frères. Balthazar Gazul en était devenu fou et avait fini interné tandis que Melchior, rongé par le désespoir et la jalousie, languissait d'atteindre un jour la place prestigieuse de son frère. C'est pour cette raison que l'assassin décida de commettre son forfait. Il espérait que la mort de Gaspard libérât à la RATP une place qu'il pût demander.
À la question de l'inspecteur sur la manière dont le commissaire a compris qui était le coupable, l'intéressé répond que le couinement de Melchior lui a permis de tout déterminer. Après avoir demandé à l'assassin de se balancer de nouveau, Pichard soulève la manche gauche du pantalon de Gazul et révèle une jambe de fer mal huilée. Le commissaire visse dessus l'écrou qu'il avait trouvé au début de l'enquête, qui trouve exactement sa place dans la mécanique.
Pichard explique alors ce qui s'est passé. Connaissant bien les habitudes de son frères, Melchior s'est introduit chez lui de nuit afin d'échanger sa boîte poinçonneuse par un système piégé. C'est là qu'il a perdu l'écrou. Au petit matin Gaspard Gazul suit sa routine, s'habille et fixe sa boîte sur son ventre sans se rendre compte de la supercherie. Se rendant aux lieux d'aisance comme chaque matin, il est pris d'un réflexe, d'une déformation professionnelle. Après avoir tiré la chasse d'eau de la même manière qu'il sonne la cloche de son autobus, il ne peut s'empêcher d'actionner la manivelle de sa boîte à poinçonner. Cela déclenche l'explosion fatale.

Le commissaire demande à un agent de conduire Melchior Gazul à sa cellule. Après un discours de Pichard se voulant édifiant et inspirant (mais se révélant particulièrement insipide et conventionnel), les deux héros sortent de leur bureau de la police judiciaire. On les voit finalement de dos, marchant sur une départementale de campagne entre deux champs, droit vers l'horizon. À quelques pas derrière eux, les suivant, un joueur d'orgue de barbarie tourne la manivelle de son instrument. Les deux citations suivantes apparaissent alors sur cette image bucolique :
« Après tant d'autres, nous ne pouvons que répéter qu'il n'est plus possible, aujourd'hui, de baser l'intrigue d'une histoire policière sur le principe des frères jumeaux. » Boileau-Narcejec
« C'est pour cela que nous avons mis des triplés. » Leconte - Gotlib

## Fiche technique
- Titre original : Les vécés étaient fermés de l'intérieur
- Réalisation : Patrice Leconte, assisté de Luc Béraud
- Scénario et dialogues : Patrice Leconte et Marcel Gotlib
- Photographie : Bruno Nuytten
- Montage : Catherine Michel
- Musique : Paul Misraki
- Décors : Jacques d'Ovidio
- Affiche du film : Jean Solé
- Producteur : Marc Goldstaub
- Société de production : S.N.E. Gaumont Productions 2000
- Pays de production :  France
- Langue originale : français
- Genre : comédie policière
- Durée : 80 minutes
- Date de sortie :
  - France : 7 janvier 1976

## Distribution
- Coluche : l'inspecteur Charbonnier (alias Mon p’tit Charbo)
- Jean Rochefort : le commissaire Pichard
- Roland Dubillard : les frères Gazul (Gaspard, Melchior et Balthazar Gazul)
- Danièle Évenou : Gwendoline Kernadet
- Robert Berri : René
- Billy Bourbon : Joseph Ordure
- Robert Dalban : l'entraîneur
- Jean Luisi : Dominique Barbocelli
- Olga Valery : la mère du psychiatre
- Virginie Vignon : Odette Jeandrin
- Jean-Pierre Sentier : le psychiatre
- Ellen Bahl : Mme Piazzorossicelli
- Pierre Baudry
- René Bériard : le majordome
- Michel Charrel
- Wilfrid Durry
- Jean-Pierre Elga
- Patrick Guillemin : Angelo, le boxeur
- Darling Légitimus : la lingère
- Mathilde Navasse
- Jean Péméja
- Jacques Plée
- René Rolland
- Sylvain Salnave
- André Vaysse
- Olivier Lenoir : le chauffeur (non crédité)
- Jean-Louis Castelli : Pascal Piazzorossicelli (non crédité)
- Jean-François Derec : Raoul, garçon du café l'Albatros (non crédité)
- Gérard Jugnot : un inspecteur (role muet non crédité)

## Production
Le tournage a lieu en partie dans le département du Val-d'Oise, à Marseille et Étretat.

## Commentaire
Adaptation généralement considérée comme malheureuse, notamment par Jean Rochefort. Il y a ainsi une véritable guerre ouverte entre le réalisateur et Rochefort qui le considère comme un incapable et convainc le producteur, la Gaumont, de superviser le tournage. Cela n'empêchera pourtant pas Rochefort de tourner par la suite de nombreux films sous la direction de Leconte (Tandem, Ridicule, Les Grands Ducs…).

## Autour du film
(mars 2024).
- Si vous ne connaissez pas le sujet, laissez ce bandeau (vous pouvez alors contacter les auteurs).
- Si vous supprimez le contenu mis en cause (vous pouvez préalablement contacter les auteurs),

argumentez précisément cette suppression dans la page de discussion
(un manque de référence n'est pas un argument ; une recherche réelle de référence doit avoir été effectuée, être formellement documentée).
Une fiction de fan relie ce film à Inspecteur la Bavure, réalisé quatre ans plus tard. Le personnage de l'inspecteur Charbonnier, vivant dans une période d'après-guerre, rappelle effectivement le père de l'inspecteur Michel Clément, visible dans le prologue en noir et blanc de ce second film, également incarné par Coluche.
Lorsqu'au générique apparaît le nom du compositeur, le thème musical change soudainement. On entend alors la mélodie de Tout va très bien madame la marquise, autre composition de Paul Misraki.